# Kolliger Mühle
 (novembre 2018).

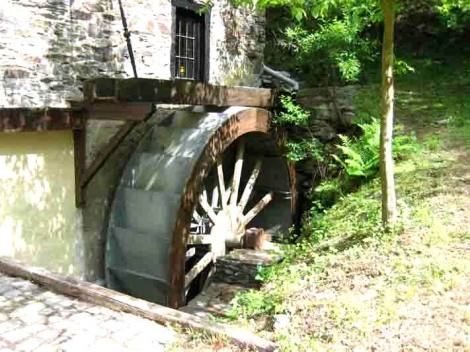
La roue du moulin

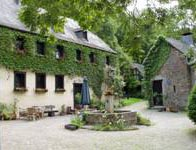
Wohnhaus

La Kolliger Mühle est un moulin à eau dans l’Eifel en Allemagne, situé à Kollig, à 30 km à l'ouest de Coblence et à 13 km de la Moselle. Le moulin de la Kolliger Mühle est mis en mouvement par l'eau d’une petite rivière : l'Elz. C'est un des nombreux moulins dans l'Eifel. D'autres moulins à eau dans les environs immédiats sont la Gehringer Mühle et l'Ölmühle.
La partie la plus ancienne de la Kolliger Mühle date probablement du XVIIe siècle. Au cours du temps, on a rénové et agrandi les divers bâtiments, mais on s'est toujours efforcé d'en conserver l'aspect historique.
L’ensemble de la Kolliger Mühle se compose de quatre bâtiments : le « Wirtschaftsgebaüde » où se trouvent notamment les installations du chauffage central, un dispositif de filtrage  pour l'eau de source, des boxes à chevaux et un chenil, le « Wohnhaus » (maison à habiter, fonctionne maintenant comme gîte rural) avec la roue du moulin, un ancien poulailler et une ancienne porcherie. Le poulailler et la porcherie ont été rénovés et transformés en maison: le poulailler est devenu « Gästehaus » (= maison pour les invités) et la porcherie est maintenant la maison d'habitation des propriétaires. 
Un des chemins historiques de pèlerinage vers Saint-Jacques-de-Compostelle passe à côté de la Kolliger Mühle. Les pèlerins peuvent y trouver un lit pour la nuit. 

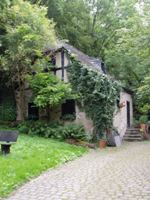
Gästehaus

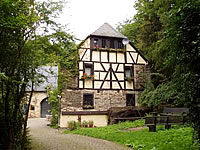
Un des côtés du Wohnhaus